# Allievo agente

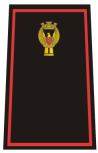
L'insegna per spallina (del giaccone o del maglione a V) di allievo agente della Polizia di Stato, uguale al grado di agente

Allievo agente è una qualifica utilizzata nelle forze di polizia italiane, che distingue i vincitori di concorso che stanno seguendo un percorso di formazione.

## Reclutamento e formazione
Si diventa allievo agente delle forze di polizia tramite concorso pubblico per titoli ed esami, si hanno delle riserve di posti a personale già in servizio o ai figli delle "vittime del dovere". Dal 1 gennaio 2016, i concorsi per le forze dell'ordine sono stati aperti ai civili. I requisiti specifici sono riportati in ogni singolo bando di concorso, ma i requisiti di base sono: avere un'età tra i 18 e 26 anni,  diploma di maturità, non avere precedenti penali e godere di sanità mentale e fisica.
La formazione degli allievi agenti avviene in un periodo prestabilito. Al termine del corso presso l'istituto scuola, si è giudicati idonei o non idonei. 
Le scuole e i periodi di formazione per gli allievi agenti delle varie forze di polizia sono:
- Polizia di Stato: Scuola allievi agenti, dieci mesi di formazione.
- Polizia penitenziaria: Scuola agenti del Corpo di polizia penitenziaria, tra i sei e i dodici mesi

## Distintivi da spallina

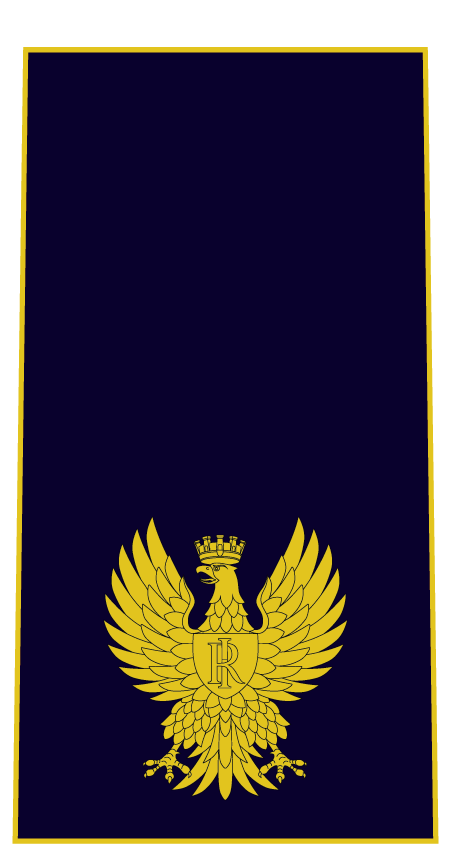
Distintivo di qualifica per controspallina di allievo agente della Polizia di Stato
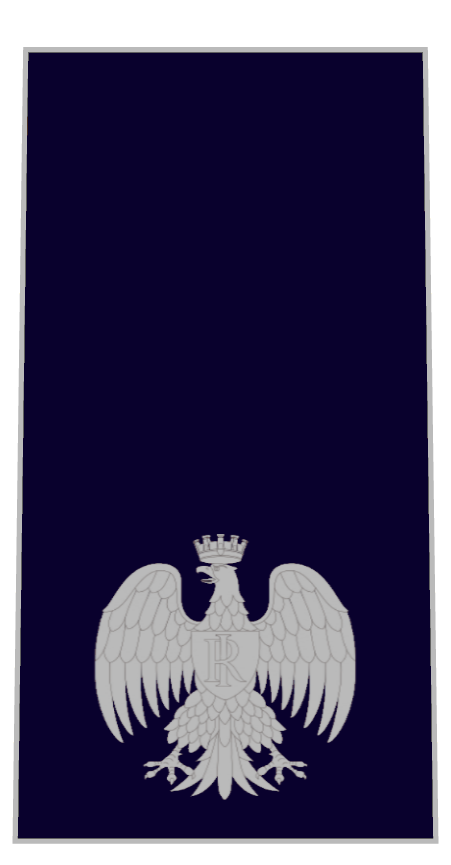
Distintivo di qualifica per controspallina di allievo agente della Polizia Penitenziaria

## Comparazione con i gradi delle forze armate italiane
Per la Marina e l'Aeronautica non sono previste insegne di grado.

Il distintivo per controspallina di allievo carabiniere dell'Arma dei Carabinieri

## Comparazione con i gradi dei corpi ad ordinamento militare

Distintivo di grado per controspallina di allievo finanziere della Guardia di Finanza